# 알렉스 가보스키
알렉산더 가보스키(영어: Alexander Garbowski, 1922년 6월 25일~2008년 6월 27일)는 미국의 프로 야구 선수이다. 1946년부터 1954년까지 9년간 마이너 리그에서 뛸 당시 주 포지션은 유격수였으며, 메이저 리그 베이스볼(MLB)에서는 1952년 디트로이트 타이거스 소속으로 2경기에 대주자로 경기에 출전했다. 뉴욕주 용커스 출신으로, 우투우타였다. 6 피트 1 인치 (1.85 m)와 185 파운드 (84 kg)의 신체 조건을 갖추고 있었으며, 제2차 세계 대전 당시 미국 육군에서 군 복무를 했다.
1952년 4월 16일, 세인트루이스 브라운스와의 경기와 5월 9일 시카고 화이트삭스와의 경기에서 모두 에서 발이 느린 디트로이트의 포수 맷 배츠의 대주자로 경기에 투입되었다. 이 두 경기에서 득점이나 도루를 기록하지 못했고, 수비를 보지도 않았다.
5월 13일에 디트로이트 타이거스 산하 트리플 A 팀인 버펄로 바이슨스로 내려갔다. 마이너 리거로는 모두 944경기의 출전 경력이 있었다.